# Lysipomia muscoides
Lysipomia muscoides là loài thực vật có hoa trong họ Hoa chuông. Loài này được Hook.f. mô tả khoa học đầu tiên năm 1847.